# Piper chumboense
Piper chumboense är en pepparväxtart som beskrevs av Truman George Yuncker. Piper chumboense ingår i släktet Piper och familjen pepparväxter. Inga underarter finns listade i Catalogue of Life.